# Tvåsporrig malmätare
Tvåsporrig malmätare Gymnoscelis rufifasciata är en fjärilsart som beskrevs av Adrian Hardy Haworth 1809. Tvåsporrig malmätare ingår i släktet Gymnoscelis och familjen mätare, Geometridae. Arten är reproducerande i Sverige. Inga underarter finns listade i Catalogue of Life.

## Bildgalleri

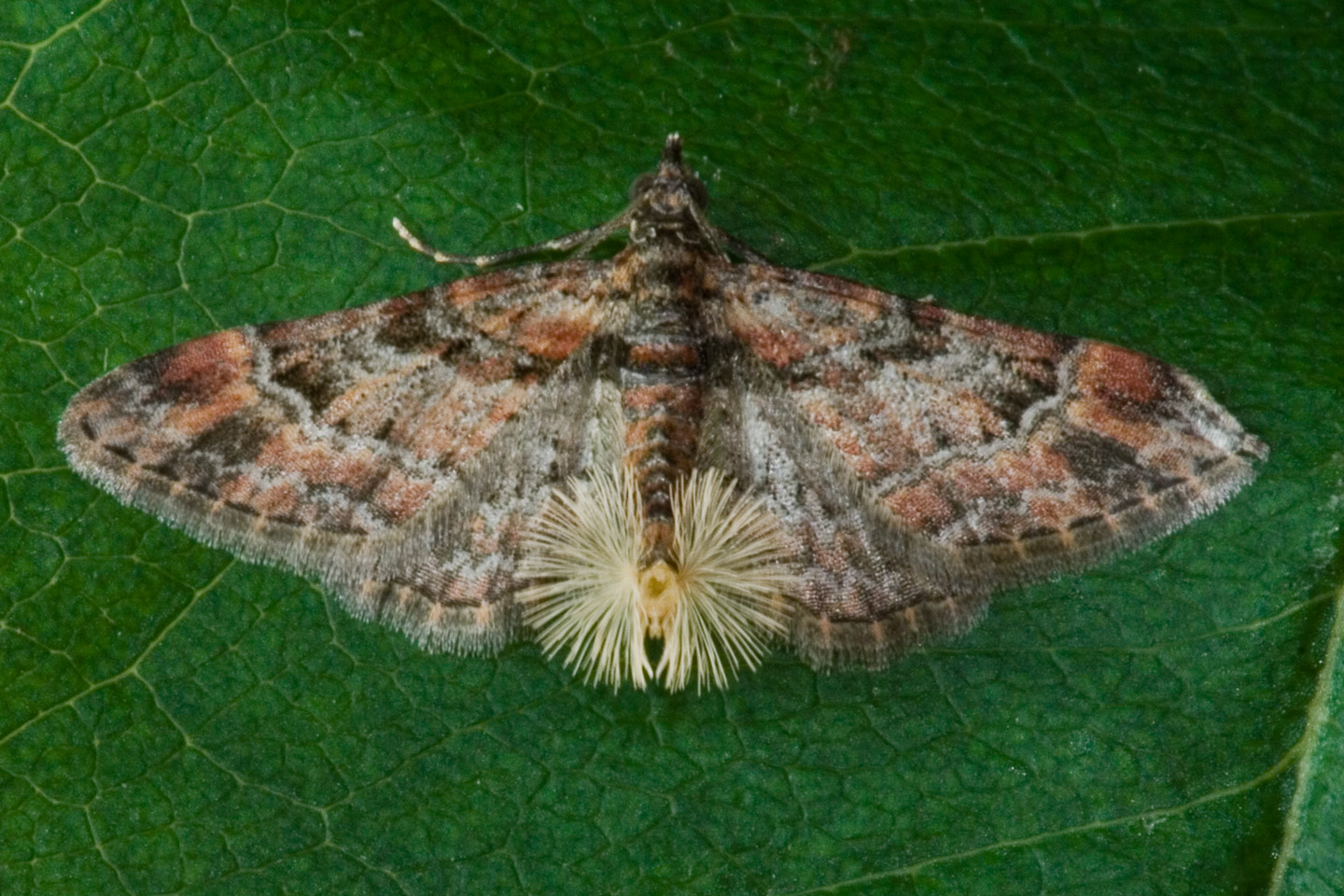
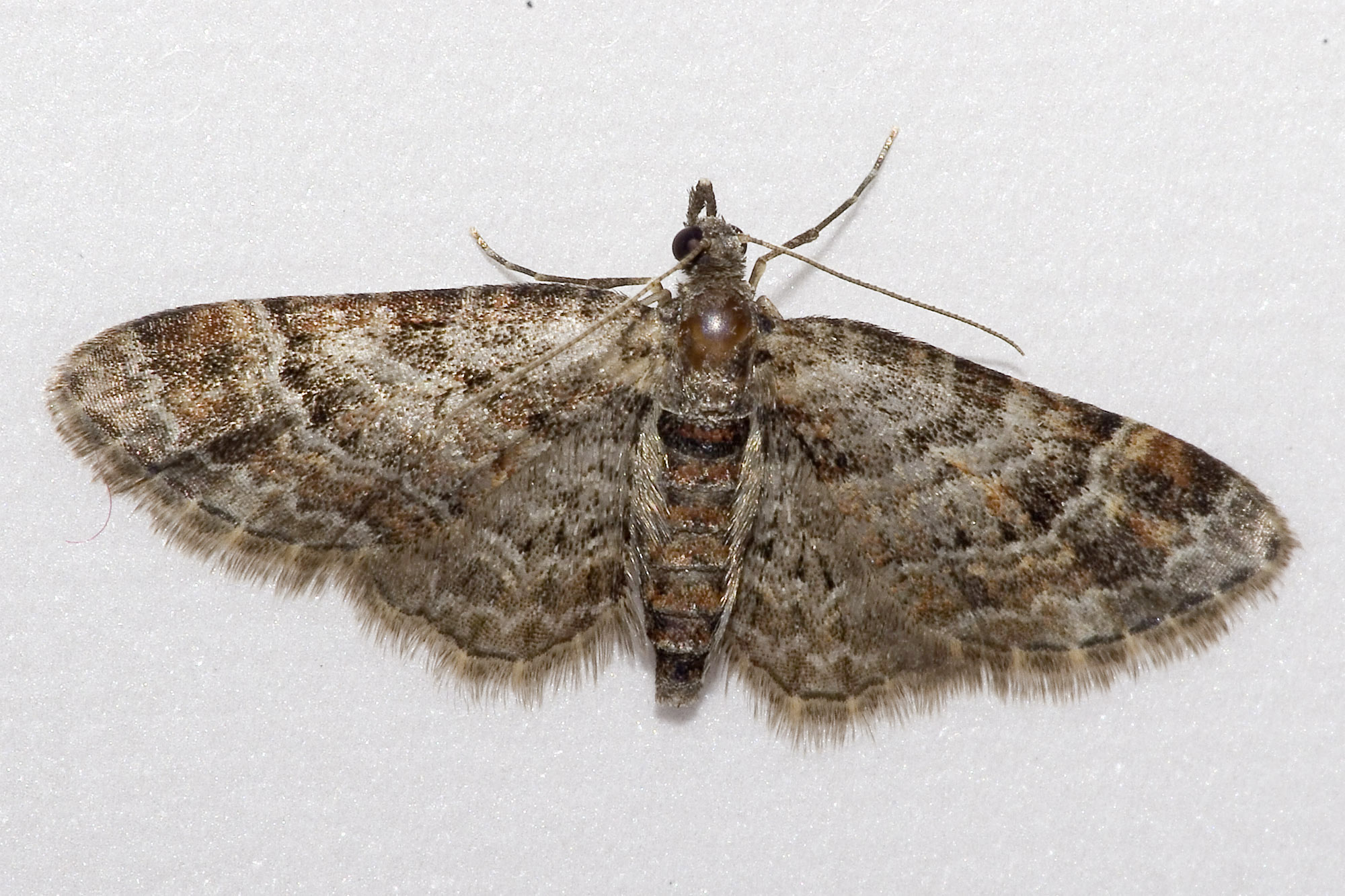
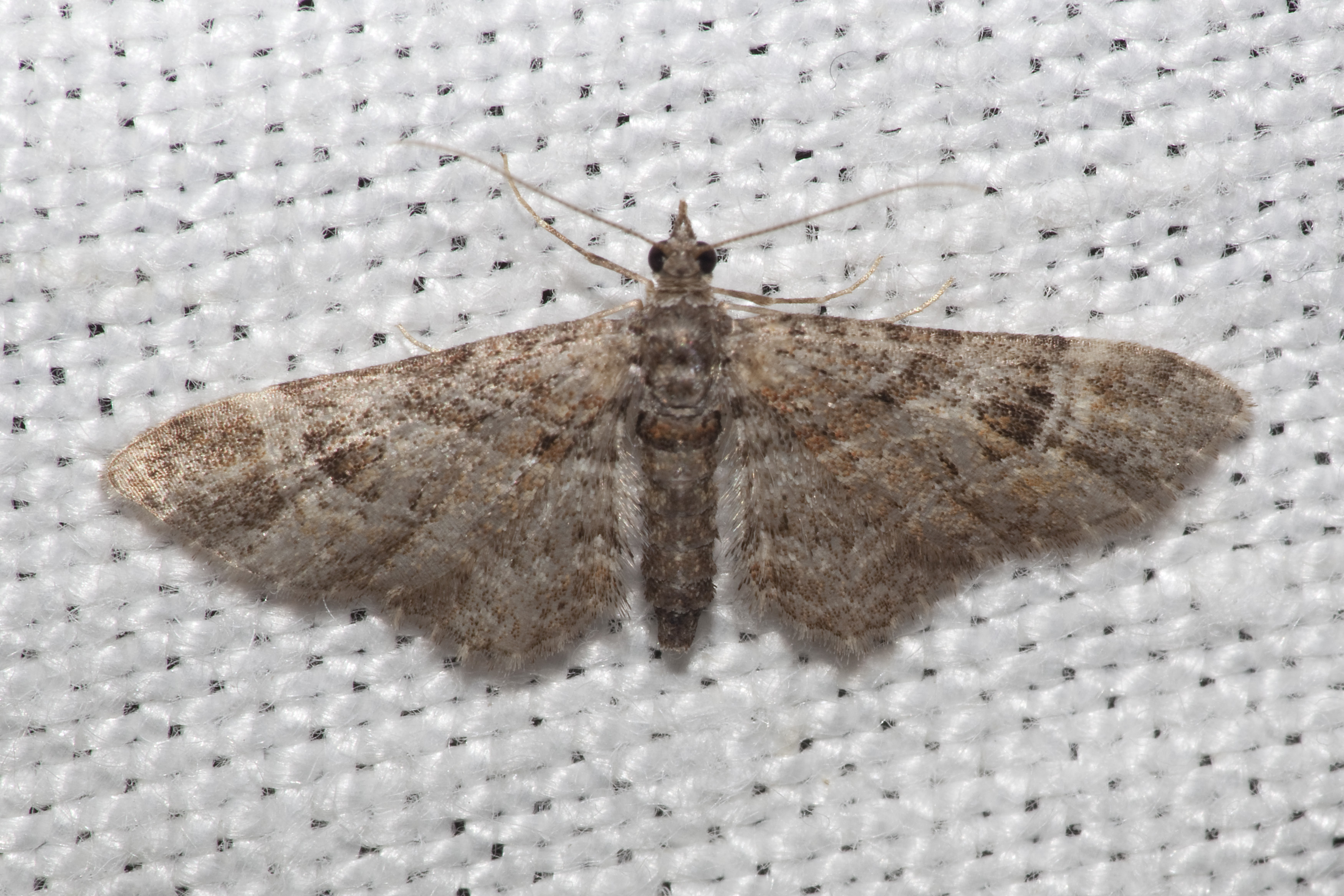
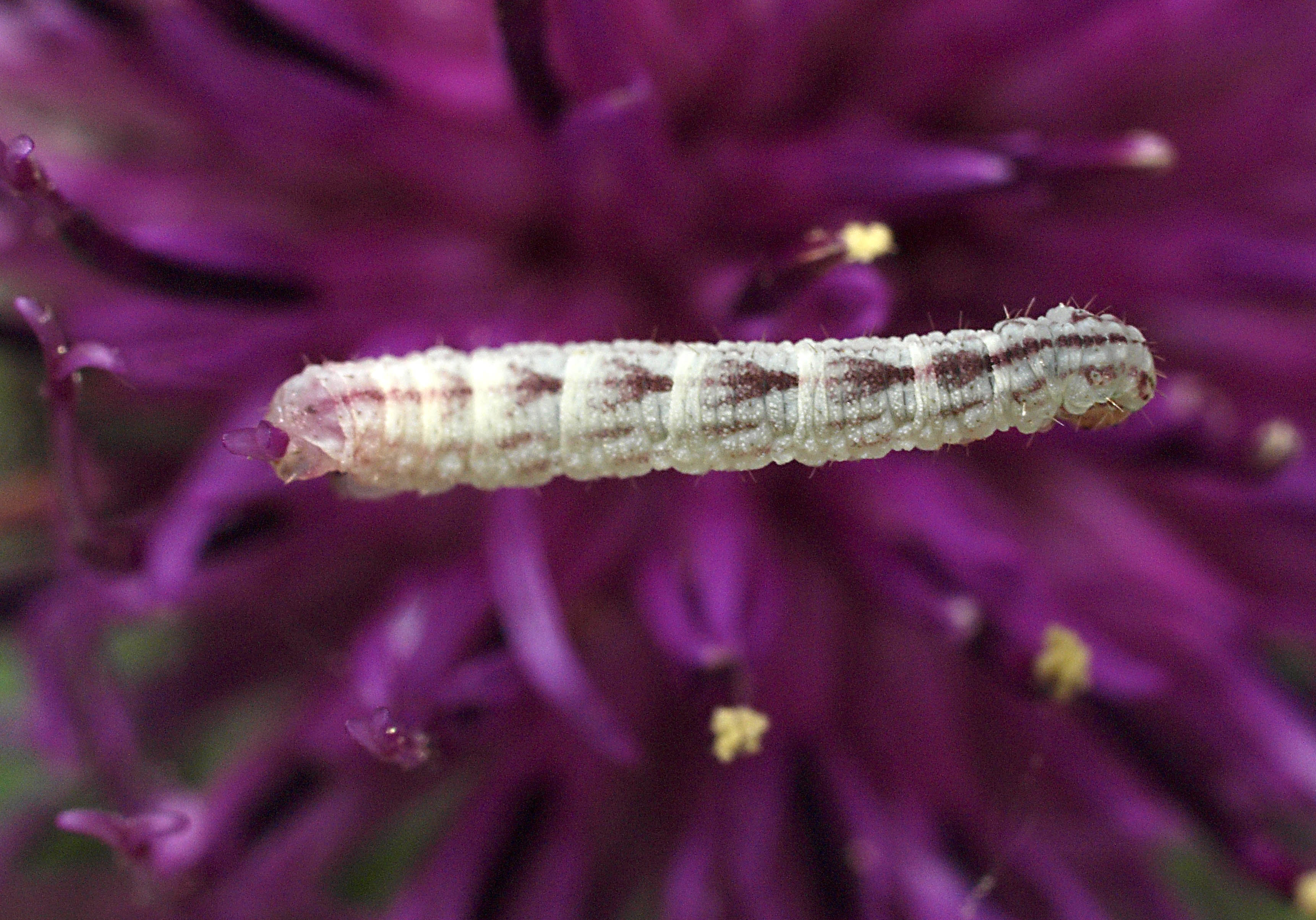
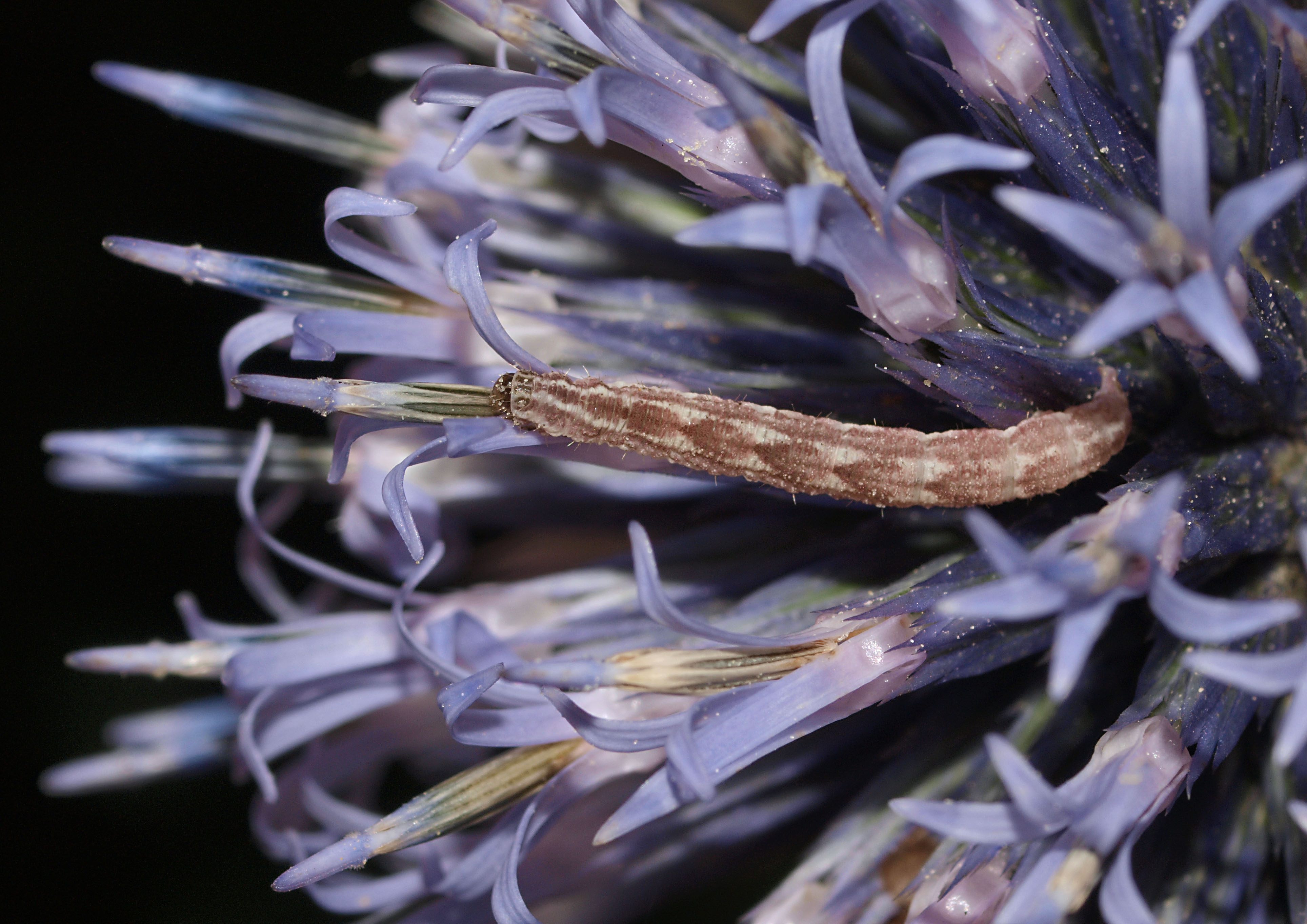
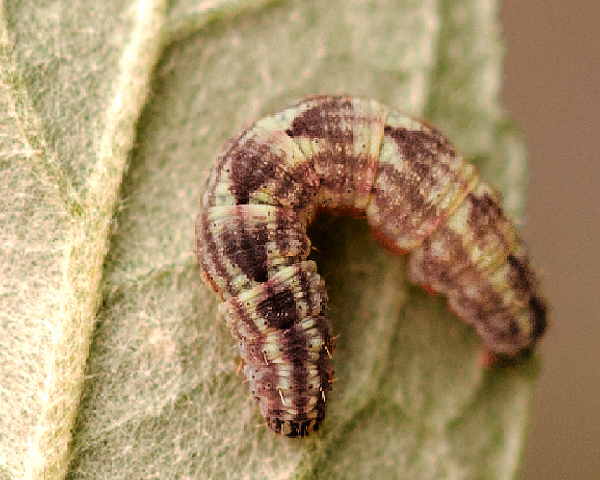